# Чопіни

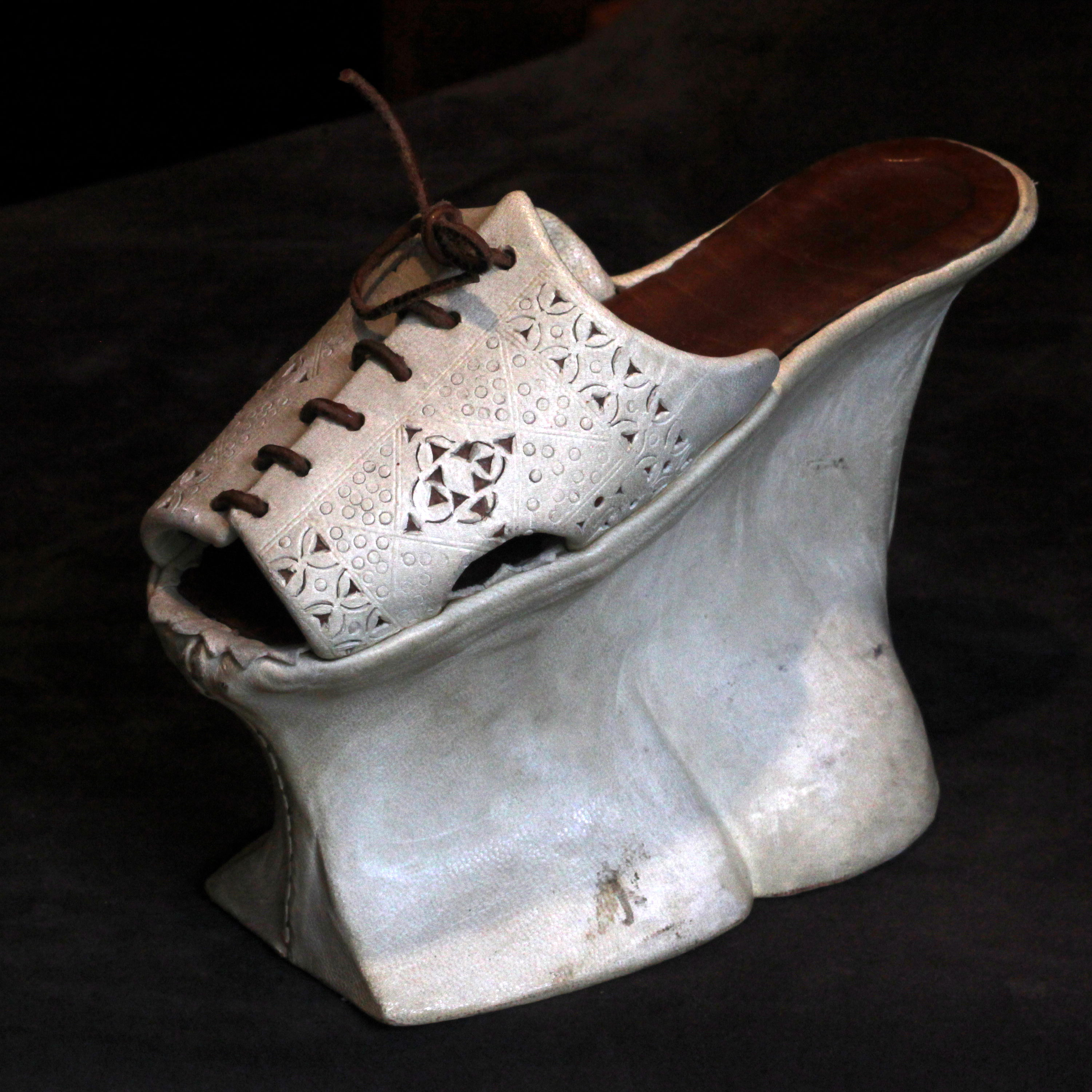
Реконструкція венеційського чопіна XVI століття. На виставці в музеї Лозанни

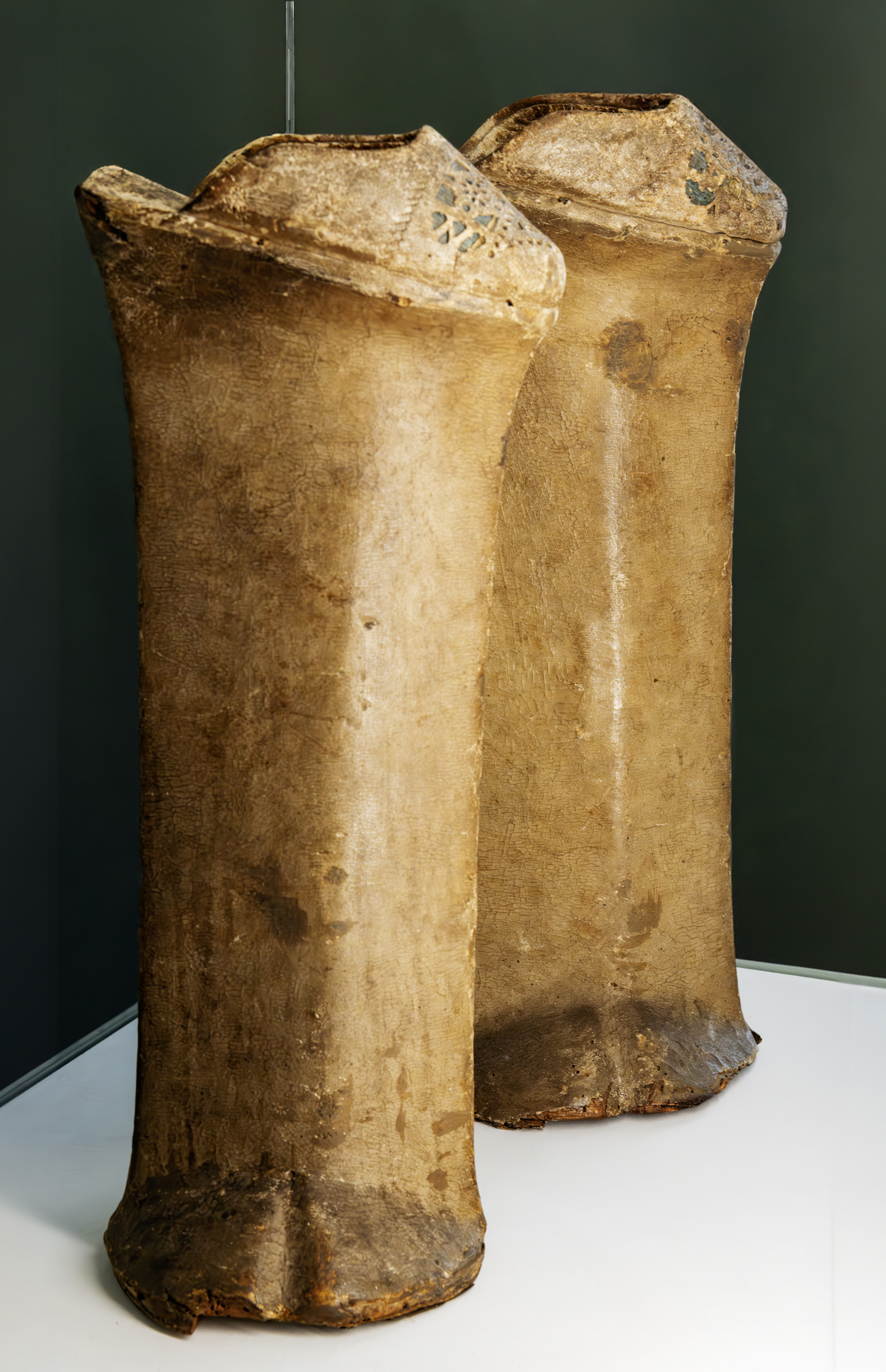
Малюнок із зображенням чопінів

Чопіни, також цокколі, Пьянелло (італ. pianelle) — жіноче взуття на товстій підошві, поширене в Європі в XIV—XVII століттях.
Чопіни були створені в Венеції під впливом взуття на платформі з Середній Азії. Вони виготовлялися з корока або дерева, у висоту досягали 50 сантиметрів, за іншими джерелами — одного метра (39 дюймів). Це призводило до недолугості і нестійкості жіночої ходи, тому служанкам доводилося підтримувати тих, хто їх одягав.
Призначення у чопінів було і практичне, і символічне. Висока підошва захищала від бруду на вулицях, збільшувала ріст і відображала «рівень шляхетності й величі венеційських жінок». Взуття, як і інші предмети середньовічного одягу, доносила до оточуючих «інформацію про особу та статус своєї господині». За твердженням італійського історика Андреа Віанелло, «в XVI столітті кордоном між тим, що гідно захоплення, і тим, що ганебно, а також між пристойною і неприпустимою поведінкою або способом життя могли стати кілька» зайвих «сантиметрів платформи на туфлях».
Венеційські аристократки XV століття носили чопіни, щоб підкреслити свій соціальний статус. Католицька церква називала це взуття «розпусним» і «безпутним», але це не завадило його поширенню по всій Європі.
Чопіни знайшли відображення в «Гамлеті» Шекспіра:

Клянуся володаркою небесною, ваша милість ближче до неба, ніж коли я бачив її востаннє, на цілий каблук [в оригіналі — chopine].
Оригінальний текст (англ.)
Your Ladyship is nearer to heaven than when I saw you last by the altitude of a chopine.

У 1590-х роках в користування були введені підбори. На початку XVII століття, коли чопіни стали виходити з моди (що стало наслідком того, що їх стали носити куртизанки), підбори стали стандартною частиною чоловічого та жіночого взуття.
У 1937 році дизайнер взуття Сальваторе Феррагамо відродив чопіни, створивши взуття з товстою підошвою з пробки. Таке взуття на платформі стала набирати популярність після закінчення Другої світової війни.